# Transformada de Mellin
Em matemática a transformada de Mellin de uma função {\displaystyle f}, definida sobre o eixo real positivo, é a integral
{\displaystyle {\mathcal {M}}\{f(t)\}\;=\;F(s)\;=\;\int _{0}^{\infty }f(t)\cdot t^{s-1}\;dt\qquad (1a)}

para a variável complexa s, desde que a integral seja convergente.
A transformada é denominada em lembrança ao matemático finlandes Hjalmar Mellin. Na literatura corrente esta transformada é às vezes expressa com um fator normalizante {\displaystyle 1 \over {\Gamma (s)}}, sendo {\displaystyle \Gamma (s)} a função gama.
A transformada de Mellin se relaciona com a transformada de Fourier e com a transformada de Laplace, mediante uma substituição de variáveis conveniente (ver detalhes abaixo).
Sob condições determinadas existe a transformação inversa, e neste caso
{\displaystyle f(x)={\mathcal {M}}^{-1}\{F(s)\}\;=\;{\frac {1}{2\pi i}}\int _{c-i\infty }^{c+i\infty }F(s)\cdot x^{-s}\;ds\qquad (1b)}

com c adequadamente escolhido.
Mediante a transformada de Mellin pode ser estabelecida uma relação entre uma série de Dirichlet e uma série de potências. Sejam
{\displaystyle f(s)=\sum _{n=1}^{\infty }a_{n}n^{-s}} e {\displaystyle F(z)=\sum _{n=1}^{\infty }a_{n}z^{n}}
com os mesmos {\displaystyle a_{n}}. Então
{\displaystyle f(s)={\frac {1}{\Gamma (s)}}\int _{0}^{\infty }F(e^{-t})t^{s-1}dt}.
Para todos os {\displaystyle a_{n}=1}, resulta para {\displaystyle f} a função zeta de Riemann, e portanto
{\displaystyle \zeta (s)={\frac {1}{\Gamma (s)}}\int _{0}^{\infty }{\frac {t^{s-1}}{e^{t}-1}}dt}
A transformada de Mellin pode ser usada na solução de equações diferenciais e de equações integrais, o que a torna útil em ramos da Física e da Engenharia (ver exemplos).
Uma série convergente pode ser convertida, por meio da transformada de Mellin, em uma integral ou em uma outra série de convergência mais rápida (ver detalhes abaixo). Assim, a transformada também é útil em aplicações de cálculo numérico puro.
Em análise matemática, uma transformação similar homônima, que aqui chamaremos transformada dual de Mellin para evitar confusões, é definida em um espaço L2 por 
{\displaystyle {\bar {\mathcal {M}}}\{f(\nu )\}\;=\;{\bar {F}}(\beta )\;=\;\int _{0}^{\infty }f(\nu )\cdot \nu ^{r+i2\pi \beta }\;d\nu \qquad |\;r\;>\;0\qquad (1c)}

e também apresenta propriedades úteis; a principal delas, a de ser um operador unitário num espaço de Hilbert convenientemente definido. As variáveis ν e β são números complexos adimensionais. Essa transformação é um caso especial da equação (1a) onde a parte real de s (s = α + iβ) é mantida fixa (r = α - 1).
Sua versão discreta, a transformada discreta de Mellin encontra várias aplicações práticas em análise de sinais.

## História
Essa transformação foi estudada inicialmente por Riemann em conexão com a função zeta. O trabalho de Riemann foi estendido posteriormente por Cahen. Mellin foi, entretanto, o primeiro matemático a estudar sistematicamente as propriedades da transformada e de sua inversa.
O interesse de Mellin era a teoria das funções especiais e seu uso na solução da equação diferencial hipergeométrica de Euler. Hoje, a transformada de Mellin encontra aplicações em diversas áreas da Física e da Engenharia, além da Matemática pura (análise complexa) e no cálculo numérico.
Entre as aplicações padrão da transformada de Mellin, podem-se citar o cálculo de séries infinitas, o cálculo de integrais de produtos de funções, a solução da equação de Euler-Cauchy, a solução da equação de Laplace em uma cunha infinita (ver exemplo), a análise da expansão assintótica de integrais e a análise do comportamento assintótico de séries harmônicas.

## Definições

### Condições de existência
Em geral, a integral (1a) converge para uma faixa de valores de s tais que {\displaystyle a_{i}\;<\;\Re \{s\}\;<\;a_{f}\;|\;a_{i},a_{f}\in {\mathcal {R}}}. ai e af, por sua vez, dependem da função a ser transformada f(t). Em casos especiais, a assim chamada faixa de definição de F(s) se estende por um semiplano ou para todo o plano complexo. Por exemplo, se f(t) = u(t - a) · tz, onde u(t) é a função degrau unitário, a é um número real e z, um número complexo, F(s) será dada por:
{\displaystyle F(s)\;=\;{\mathcal {M}}\{f(t)\}\;=\;\int _{0}^{\infty }u(t\;-\;a)\cdot t^{z}\cdot t^{s-1}\;dt\;=\;\int _{a}^{\infty }t^{z+s-1}\;dt\;=\;-{\frac {a^{z+s}}{z\;+\;s}}}

que existe para todo s tal que {\displaystyle \Re \{s\}\;<\;-\Re \{z\}}. Neste exemplo, a faixa de definição de F(s) ocupa um semiplano.
Quanto à integral (1b), as condições para a convergência são as seguintes:
- F(s) deve ser uma função holomórfica na faixa de definição, e af > ai
- a função s2 · |F(s)| deve ser limitada nessa faixa

Se a função F(s) for definida em diversas faixas disjuntas, haverá uma função f(t) inversa para cada uma dessas faixas. Por isso se diz que a transformada de Mellin de uma dada função f(t) consiste de um par {F(s),S(s)}, sendo S(s) a respectiva faixa de definição. Por exemplo, a função g(t) = [u(t - a) - u(t)] · tz possui a mesma transformada de Mellin F(s) que a função f(t) do exemplo anterior, mas sua faixa de definição é diferente: ela existe para todo s tal que {\displaystyle \Re \{s\}\;>\;-\Re \{z\}}.

### Unicidade
Para uma dada função f(t), a transformada F(s) é única e dada pela equação (1a). Para um dado par transformada/faixa de definição {F(s),S(s)}, a transformada inversa é única e dada pela equação (1b).

### Séries infinitas
A expressão (1a) se aplica também quando f(t) é uma série convergente de termos bk, podendo-se escrevê-la então como
{\displaystyle f(t)\;=\;\sum _{j\;=\;1}^{\infty }b_{j}}
Nesse caso, vale a seguinte fórmula de inversão
{\displaystyle f(t)\;=\;{\frac {1}{i2\pi }}\int _{c-i\infty }^{c+i\infty }B(s)\cdot \zeta (s)\qquad (1d)}

onde B(s) é a transformada de Mellin da função b(t) = bt e ζ(x) é a função zeta de Riemann.

## Relação com outras transformadas
A transformada de Mellin pode ser relacionada com a transformada de Laplace por meio da substituição de variáveis t = e-x. Por meio dela, a expressão (1a) se torna
{\displaystyle F(s)\;=\;\int _{0}^{\infty }f(t)\cdot t^{s-1}\;dt\;=\;\int _{-\infty }^{\infty }f(e^{-x})\cdot e^{-sx-1}\cdot {\frac {1}{-e^{-x}}}\;dx\;=\;\int _{-\infty }^{\infty }f(e^{-x})\cdot e^{-sx}\;dx}

que é a definição da transformada de Laplace bilateral, apenas com o argumento de f(x) alterado. Pode-se então escrever
{\displaystyle {\mathcal {M}}\{f(t)\}\;=\;{\mathcal {B}}\{f(e^{-x})\}\qquad (2a)}

onde o operador {\displaystyle {\mathcal {B}}} denota a transformação de Laplace bilateral. A transformada de Laplace usual, definida apenas no intervalo [0,∞), concorda com a versão bilateral nesse intervalo. Em todas as aplicações práticas, uma escolha adequada da origem garante que a função f(t) analisada tenha suporte limitado a esse intervalo.
Se escrevermos agora a variável s na forma s = α + iβ, F(s) pode ser reescrita como
{\displaystyle F(\alpha ,\beta )\;=\;\int _{-\infty }^{\infty }f(e^{-x})\cdot e^{-\alpha x}\cdot e^{-i\beta x}\;dx}

que é a definição da transformada de Fourier da função g(x) = e- α x · f(e-x). Pode-se então escrever
{\displaystyle {\mathcal {M}}\{f(t)\}\;=\;{\mathcal {F}}\{e^{-\alpha x}\cdot f(e^{-x})\}\qquad (2b)}

onde o operador {\displaystyle {\mathcal {F}}} denota a transformação de Fourier.

## Propriedades
Como em toda transformada integral, o operador {\displaystyle {\mathcal {M}}} é linear. Outras propriedades importantes são apresentadas abaixo. Por convenção, F(s) é a transformada de f(t) e G(s), de g(t); a é qualquer número real positivo; b é qualquer número real diferente de 0; k é um inteiro positivo; z é um número complexo qualquer. As faixas de definição são explicitadas apenas quando não evidentes.

### Teorema de Parseval
A expressão do teorema de Parseval para a transformada de mellin é um pouco mais complexa do que o é para outras transformadas integrais, devido à potencial existência de diversas faixas de definição. Sejam 2 funções f(t) e g(t) cujas transformadas e faixas de definição são, respectivamente, {F(s),Sf} e {G(s),Sg}. Podemos escrever
{\displaystyle \int _{0}^{\infty }f(t)\cdot g(t)\;dt\;=\;\int _{c-i\infty }^{c+i\infty }F(s)\cdot G(1\;-\;s)\;ds\qquad |\;c\in S_{f}\;\land \;(1\;-\;c)\in S_{g}\qquad (3a)}

### Escalamento dos eixos
{\displaystyle {\mathcal {M}}\{f(at)\}\;=\;a^{-s}\cdot F(s)\qquad (3b)}

### Potenciação
{\displaystyle {\mathcal {M}}\{f(t^{b})\}\;=\;{\frac {1}{|b|}}\;F\left({\frac {s}{b}}\right)\qquad (3c)}

### Diferenciação
{\displaystyle {\mathcal {M}}\left\{f(t)\cdot \left[\ln(t)\right]^{k}\right\}\;=\;{\frac {d}{ds^{k}}}\;F(s)\qquad (3d)}
{\displaystyle {\mathcal {M}}\left\{{\frac {d}{dt^{k}}}f(t)\right\}\;=\;(-1)^{k}\;F(s\;-\;k)\cdot \prod _{j=0}^{k-1}(s\;-\;k\;+\;j)\qquad (3e)}

### Multiplicação por potência
{\displaystyle {\mathcal {M}}\{f(t)\cdot t^{z}\}\;=\;F(s\;+\;z)\qquad (3f)}

### Integração
{\displaystyle {\mathcal {M}}\left\{\int _{a+1}^{\infty }f(t)\;dt\right\}\;=\;{\frac {1}{s}}\cdot F(s\;+\;1)\qquad (3g)}
{\displaystyle {\mathcal {M}}\left\{\int _{0}^{a+1}f(t)\;dt\right\}\;=\;-\;{\frac {1}{s}}\cdot F(s\;+\;1)\qquad (3h)}

### Derivada de Mellin
De (3c) e (3e) decorre o caso especial bastante útil
{\displaystyle {\mathcal {M}}\left\{t^{k}\cdot {\frac {d}{dt^{k}}}f(t)\right\}\;=\;(-1)^{k}\;s^{k}\cdot F(s)\qquad (3i)}

o operador {\displaystyle \left(t^{k}\cdot {\frac {d}{dt^{k}}}\right)} é conhecido como a derivada de Mellin.

### Coordenadas polares
As expressões (1a) e (1b) se aplicam também quando se usam coordenadas polares. Nesse caso, as seguintes propriedades são úteis para a inversão:
{\displaystyle {\mathcal {M}}\left\{{\frac {}{}}\Re \left\{f(r\cdot e^{i\theta }\right\}\right\}\;=\;F(s)\cdot \cos(s\theta )\qquad (3j)}
{\displaystyle {\mathcal {M}}\left\{{\frac {}{}}\Im \left\{f(r\cdot e^{i\theta }\right\}\right\}\;=\;-\;F(s)\cdot \sin(s\theta )\qquad (3k)}

onde r e θ são, respectivamente, o raio vetor e o ângulo polar.

### Momentos
A transformada de Mellin F(s) pode ser considerada o momento de ordem (s-1) da função f(t) no intervalo [0,). Assim, a área sob a curva f(t) (momento de ordem 0) é dada por F(1), o primeiro momento é dado por F(2), o segundo por F(3) e assim por diante. A abcissa do centroide é dada por {\displaystyle t_{c}\;=\;{\frac {F(2)}{F(1)}}}.

### Produto de funções
{\displaystyle {\mathcal {M}}\{f(t)\cdot g(t)\}\;=\;{\frac {1}{i2\pi }}\int _{c-i\infty }^{c+i\infty }F(\tau )\cdot G(t\;-\;\tau )\;d\tau \qquad (3l)}
{\displaystyle {\mathcal {M}}\left\{\int _{0}^{\infty }f\left({\frac {t}{\tau }}\right)\cdot g(\tau )\;d\tau \right\}\;=\;F(s)\cdot G(s)\qquad (3m)}
{\displaystyle {\mathcal {M}}\left\{\int _{0}^{\infty }f\left({\frac {t}{\tau }}\right)\cdot {\frac {g(\tau )}{\tau }}\;d\tau \right\}\;=\;F(s)\cdot G(s\;+\;1)\qquad (3n)}

Esta última propriedade é muito útil e leva à definição da convolução de Mellin (ver abaixo).

## Convolução de Mellin
O teorema da convolução, na forma usual, não se aplica à transformada de Mellin. No entanto, pode-se definir uma outra operação similar, chamada de convolução de Mellin ou convolução multiplicativa de duas funções f(t) e g(t) como
{\displaystyle f(t)\;\star \;g(t)\;=\;\int _{0}^{\infty }{\frac {f(\tau )}{\tau }}\cdot g\left({\frac {t}{\tau }}\right)\;d\tau \qquad (4a)}
A faixa de definição da convolução é a interseção das faixas de definição de cada função.
Esse operador possui as seguintes propriedades notáveis:

### Comutatividade
{\displaystyle f(t)\;\star \;g(t)\;=\;g(t)\;\star \;f(t)\qquad (4b)}

### Associatividade
{\displaystyle \left[{\frac {}{}}f(t)\;\star \;g(t)\right]\;\star \;h(t)\;=\;f(t)\;\star \;\left[{\frac {}{}}g(t)\;\star \;h(t)\right]\qquad (4c)}

### Elemento neutro
{\displaystyle f(t)\;\star \;\delta (t\;-\;1)\;=\;f(t)\qquad (4d)}
onde δ(t) é a função impulso unitário

### Derivação de Mellin
{\displaystyle \left[t^{k}{\frac {d}{dt^{k}}}\right]\left[{\frac {}{}}f(t)\;\star \;g(t)\right]\;=\;\left[t^{k}{\frac {d}{dt^{k}}}\;f(t)\right]\;\star \;g(t)\;=\;f(t)\;\star \;\left[t^{k}{\frac {d}{dt^{k}}}\;g(t)\right]\qquad (4e)}
ou seja, basta aplicar o operador derivada de Mellin a um dos termos.

### Logaritmo
{\displaystyle \ln \left({\frac {}{}}f(t)\;\star \;g(t)\right)\;=\;\left[\ln \left({\frac {}{}}f(t)\right)\;\star \;g(t)\right]\;+\;\left[f(t)\;\star \;\ln \left({\frac {}{}}g(t)\right)\right]\qquad (4f)}

### Impulso unitário
{\displaystyle f(t)\;\star \;\delta (t\;-\;a)\;=\;{\frac {1}{a}}\;f\left({\frac {t}{a}}\right)\qquad (4g)}
{\displaystyle \delta (t\;-\;a)\;\star \;\delta (t\;-\;d)\;=\;\delta (t\;-\;ad)\qquad (4h)}
{\displaystyle \delta ^{k}(t\;-\;1)\;\star \;f(t)\;=\;{\frac {d}{dt^{k}}}\;\left[t^{k}\cdot f(t)\right]\qquad (4i)}
onde a e d são números reais positivos e δk é a k-ésima derivada da função impulso unitário.

## Tabela de transformadas de Mellin
| {\displaystyle f(t)\qquad \|\;t\;>\;0} | {\displaystyle F(s)}                                                                                | {\displaystyle S(s)}                                                |
| --- | --------------------------------------------------------------------------------------------------- | ------------------------------------------------------------------- |
| {\displaystyle e^{-at}} | {\displaystyle a^{-s}\cdot \Gamma (s)}                                                              | {\displaystyle \Re \{s\}\;>\;0}                                     |
| {\displaystyle u(t\;-\;a)\cdot t^{b}} | {\displaystyle -\;{\frac {a^{s+b}}{s\;+\;b}}}                                                       | {\displaystyle \Re \{s\}\;<\;-\;\Re \{b\}}                          |
| {\displaystyle u(a\;-\;t)\cdot t^{b}} | {\displaystyle {\frac {a^{s+b}}{s\;+\;b}}}                                                          | {\displaystyle \Re \{s\}\;<\;-\;\Re \{b\}}                          |
| {\displaystyle \left[{\frac {}{}}u(t\;-\;a)\;-\;u(t)\right]\cdot t^{b}} | {\displaystyle -\;{\frac {a^{s+b}}{s\;+\;b}}}                                                       | {\displaystyle \Re \{-s\}\;>\;-\;\Re \{b\}}                         |
| {\displaystyle {\frac {1}{1\;+\;t}}} | {\displaystyle {\frac {\pi }{\sin(\pi s)}}}                                                         | {\displaystyle 0\;<\;\Re \{s\}\;<\;1}                               |
| {\displaystyle {\frac {1}{(1\;+\;t)^{b}}}} | {\displaystyle {\frac {\Gamma (s)\cdot \Gamma (b\;-\;s)}{\Gamma (b)}}}                              | {\displaystyle 0\;<\;\Re \{s\}\;<\;\Re \{b\}}                       |
| {\displaystyle {\frac {1}{1\;-\;t}}} | {\displaystyle \pi \;\cot(\pi s)}                                                                   | {\displaystyle 0\;<\;\Re \{s\}\;<\;1}                               |
| {\displaystyle {\frac {1}{1\;+\;t^{2}}}} | {\displaystyle {\frac {\pi }{2\sin \left({\frac {\pi s}{2}}\right)}}}                               | {\displaystyle }                                                    |
| {\displaystyle u(1\;-\;t)\cdot (1\;-\;t)^{z-1}} | {\displaystyle {\frac {\Gamma (s)\cdot \Gamma (z)}{\Gamma (s\;+\;z)}}}                              | {\displaystyle \Re \{s\}\;>\;0}                                     |
| {\displaystyle u(t\;-\;1)\cdot (t\;-\;1)^{-w}} | {\displaystyle {\frac {\Gamma (w\;-\;s)\cdot \Gamma (1\;-\;w)}{\Gamma (1\;-\;s)}}}                  | {\displaystyle \Re \{s\}\;<\;\Re \{w\}}                             |
| {\displaystyle \sin(t)} | {\displaystyle \Gamma (s)\cdot \sin \left({\frac {\pi s}{2}}\right)}                                | {\displaystyle -1\;<\;\Re \{s\}\;<\;1}                              |
| {\displaystyle \cos(t)} | {\displaystyle \Gamma (s)\cdot \cos \left({\frac {\pi s}{2}}\right)}                                | {\displaystyle 0\;<\;\Re \{s\}\;<\;1}                               |
| {\displaystyle u(t\;-\;1)\cdot \sin \left({\frac {}{}}z\;\ln(t)\right)} | {\displaystyle {\frac {z}{s^{2}\;+\;z^{2}}}}                                                        | {\displaystyle \Re \{s\}\;<\;-\left\|{\frac {}{}}\Im \{z\}\right\|} |
| {\displaystyle u(1\;-\;t)\cdot \sin \left({\frac {}{}}-\;z\;\ln(t)\right)} | {\displaystyle {\frac {z}{s^{2}\;+\;z^{2}}}}                                                        | {\displaystyle \Re \{s\}\;>\;\left\|{\frac {}{}}\Im \{z\}\right\|}  |
| {\displaystyle \left[u(t)\;-\;u(t\;-\;a)\right]\cdot \ln \left({\frac {a}{t}}\right)} | {\displaystyle {\frac {a^{s}}{s^{2}}}}                                                              | {\displaystyle \Re \{s\}\;>\;0}                                     |
| {\displaystyle \ln(t\;+\;1)} | {\displaystyle {\frac {\pi }{s\cdot \sin(\pi s)}}}                                                  | {\displaystyle -1\;<\;\Re \{s\}\;<\;0}                              |
| {\displaystyle u(b\;-\;t)\cdot \ln(b\;-\;t)} | {\displaystyle -\;{\frac {b^{s}}{s}}\cdot \left[\Psi (s\;+\;1)\;+\;{\frac {\ln \gamma }{b}}\right]} | {\displaystyle \Re \{s\}\;>\;0}                                     |
| {\displaystyle {\frac {\ln(t\;+\;1)}{t}}} | {\displaystyle {\frac {\pi }{(1\;-\;s)\cdot \sin(\pi s)}}}                                          | {\displaystyle -1\;<\;\Re \{s\}\;<\;0}                              |
| {\displaystyle \ln \left\|{\frac {1\;+\;t}{1\;-\;t}}\right\|} | {\displaystyle {\frac {\pi }{s}}\cdot \tan(\pi s)}                                                  | {\displaystyle -1\;<\;\Re \{s\}\;<\;1}                              |
| {\displaystyle {\frac {1}{e^{t}\;-\;1}}} | {\displaystyle \Gamma (s)\cdot \zeta (s)}                                                           | {\displaystyle \Re \{s\}\;>\;1}                                     |
| {\displaystyle {\frac {1}{t}}\cdot e^{-{\frac {1}{t}}}} | {\displaystyle \Gamma (1\;-\;s)}                                                                    | {\displaystyle -\infty \;<\;\Re \{s\}\;<\;1}                        |
| {\displaystyle e^{-x^{2}}} | {\displaystyle {\frac {1}{2}}\;\Gamma \left({\frac {s}{2}}\right)}                                  | {\displaystyle 0\;<\;\Re \{s\}\;<\;1}                               |
| {\displaystyle e^{ibt}} | {\displaystyle b^{-s}\cdot \Gamma (s)\cdot e^{\frac {i\pi s}{2}}}                                   | {\displaystyle 0\;<\;\Re \{s\}\;<\;1}                               |
| {\displaystyle \delta (t\;-\;a)} | {\displaystyle a^{s-1}}                                                                             | {\displaystyle {\mathcal {C}}}                                      |
| {\displaystyle \sum _{n=1}^{\infty }\delta (t\;-\;an)} | {\displaystyle a^{s-1}\cdot \zeta (1\;-\;s)}                                                        | {\displaystyle \Re \{s\}\;<\;0}                                     |
| {\displaystyle t^{b}} | {\displaystyle \delta (b\;+\;s)}                                                                    | {\displaystyle \emptyset }                                          |
| onde: - {\displaystyle u(t)\,} é a função degrau unitário - {\displaystyle \delta (x)\,} é a função impulso unitário - {\displaystyle \Psi (x)\,} é a função digama ou função Psi - {\displaystyle \zeta (x)\,} é a função zeta de Riemann - {\displaystyle a,b\in {\mathcal {R}}\;\|\;a\;>\;0} - {\displaystyle z,w\in {\mathcal {C}}\;\|\;\Re \{z\}\;>\;0\;\land \;\Re \{w\}\;<\;1} - {\displaystyle \gamma \,} é a constante de Euler | |                                                                     |

## Exemplos de aplicações

### Cálculo de transformada direta
Seja a função f(t) = eat, onde a é um número real positivo. Sua transformada será
{\displaystyle F(s)\;=\;{\mathcal {M}}\{f(t)\}\;=\;\int _{0}^{\infty }e^{at}\cdot t^{s-1}\;dt\;=\;\int _{0}^{\infty }e^{x}\cdot \left[{\frac {x}{a}}\right]^{s-1}\cdot {\frac {1}{a}}\;dx\qquad |\;x\;=\;at}
{\displaystyle F(s)\;=\;{\frac {1}{a^{s}}}\int _{0}^{\infty }e^{x}\cdot x^{s-1}\;dx\;=\;{\frac {1}{a^{s}}}\;\Gamma (s)}

A faixa de definição S(s) é dada pelo domínio onde a função gama é holomorfa: {\displaystyle \Re \{s\}\;>\;0}.

### Cálculo de transformada inversa
O cálculo da transformada inversa é mais delicado do que o da transformada direta, por dois motivos: primeiro, a escolha do parâmetro c na equação (1b) deve ser adequada, e segundo, porque pode haver mais de uma faixa de definição da transformada, e é desejável tratar todas elas.
Como exemplo, seja F(s) = Γ(s). A faixa de definição S(s) é tal que {\displaystyle \Re \{s\}\;>\;0}. Uma escolha conveniente é c = α, com α > 0. A transformada inversa é dada por inspeção
{\displaystyle f(t)\;=\;{\mathcal {M}}^{-1}\{F(s),S(s)\}\;=\;\left\{{\begin{matrix}{\frac {1}{i2\pi }}\int _{\alpha -i\infty }^{\alpha +i\infty }\Gamma (s)\cdot t^{-s}\;ds\\\\\Re \{s\}\;>\;0\;\land \;\alpha \in {\mathcal {R}}\;|\;\alpha \;>\;0\end{matrix}}\right\}\;=\;e^{-t}\qquad t\;>\;0}

onde foi usado o resultado do exemplo anterior para a inversão.
Para {\displaystyle \Re \{s\}\;<\;0}, a função gama não é holomorfa. No entanto, como os polos da função são todos isolados e localizados em s = -k, sendo k um número natural positivo, pode-se escolher também c = β, com -(k + 1) < β < -k. Neste caso, o percurso de integração não cruzará nenhum polo. Podemos escrever
{\displaystyle g(t)\;=\;{\mathcal {M}}^{-1}\{F(s),S_{2}(s)\}\;=\;\left\{{\begin{matrix}{\frac {1}{i2\pi }}\int _{\beta -i\infty }^{\beta +i\infty }\Gamma (s)\cdot t^{-s}\;ds\\\\\Re \{s\}\;<\;0\;\land \;\beta \in {\mathcal {R}}\;|\;-(k\;+\;1)\;<\;\beta \;<\;-k\;\land \;k\in {\mathcal {N}}\end{matrix}}\right\}}

Essa última integral pode ser calculada por meio do teorema dos resíduos. Para isso, escolhe-se a curva fechada Ω composta pelos segmentos {s = β},{s = i∞},{s = α} e {s = -i∞}. Essa curva delimita todos os polos da função Γ(s) (e, portanto, todos os polos do integrando Γ(s)·t-s) entre 0 e β. O valor da integral de linha, percorrendo-se Ω no sentido positivo (neste caso, o sentido anti-horário), de acordo com o teorema, será:
{\displaystyle \int \limits _{\Omega }\Gamma (s)\cdot t^{-s}\;ds\;=\;L(t)\;=\;i2\pi \sum _{j=0}^{k-1}{\frac {(-1)^{j}}{j!}}\;t^{j}}

Pela expressão, vemos que L é uma função de k também, portanto devemos escrever L(k,t). Como a integral sobre os segmentos horizontais {s = i∞} e {s = -i∞} deve ser nula, podemos escrever
{\displaystyle L(k,t)\;=\;i2\pi \cdot f(t)\;-\;i2\pi \cdot g(t)\qquad \implies g(t)\;=\;f(t)\;-\;{\frac {1}{i2\pi }}\cdot L(k,t)\;=\;e^{-t}\;-\;\sum _{j=0}^{k-1}{\frac {(-1)^{j}}{j!}}\;t^{j}}

A função g(t) será diferente para cada valor de k escolhido, mas uma transformada inversa poderá ser obtida para todo o plano complexo.
Os dois exemplos acima ilustram duas formas de obter-se a transformada inversa: por inspeção e por integração direta; neste último caso, empregou-se o teorema dos resíduos, o que é bastante comum. Também é usual trabalhar-se com as propriedades da transformada de forma a fazer a função F(s) coincidir com formas bem conhecidas e tabeladas, um método que também se aplica na inversão de outras transformações. A propriedade mais notável da transformada de Mellin é provavelmente aquela expressa por (3i). Segue-se um exemplo de aplicação dessa propriedade.
Seja F(s) = s · Γ(s). Por simplicidade, atenhamo-nos à faixa de definição S(s) tal que {\displaystyle \Re \{s\}\;>\;0}. Podemos escolher uma função G(s) = Γ(s), cuja transformada inversa é conhecida g(t) = e-t. Aplicando a propriedade (3i), temos
{\displaystyle {\mathcal {M}}\left\{t\cdot {\frac {d}{dt}}\;g(t)\right\}\;=\;-\;s\cdot G(s)\;=\;-F(s)\qquad \implies f(t)\;=\;-\;t\cdot {\frac {d}{dt}}\;g(t)}
{\displaystyle f(t)\;=\;-\;t\cdot {\frac {d}{dt}}\;e^{-t}\;=\;t\cdot e^{-t}}

A propriedade (3e) pode ser usada de forma similar.
Finalmente, o método de Marichev baseia-se na reescrita da função a ser invertida F(s) na forma:
{\displaystyle F(s)\;=\;A\cdot \prod _{j,k,l,m}\left[{\frac {\Gamma (B_{j}\;+\;s)\cdot \Gamma (C_{k}\;-\;s)}{\Gamma (D_{l}\;+\;s)\cdot \Gamma (E_{m}\;-\;s)}}\right]}

onde A, Bn, Cn, Dn e En são constantes complexas, e depois aplicar a fórmula de Slater para o cálculo da transformada inversa. Mais informações podem ser obtidas em Marichev (1982).

### Cálculo de série infinita
Seja a série cujos coeficientes bk são dados por
{\displaystyle b_{k}\;=\;{\frac {\cos(k\tau )}{k^{2}}}\qquad |\;k\in {\mathcal {N}}}
A expressão (1d), juntamente com as propriedades (3i), pode ser usada para calcular a série 
{\displaystyle {\begin{matrix}L\;=\;f(t)\;=\;\sum _{j\;=\;1}^{\infty }b_{j}\;=\;{\frac {1}{i2\pi }}\int _{c-i\infty }^{c+i\infty }B(s)\cdot \zeta (s)\\\\B(s)\;=\;\int _{0}^{\infty }b(t)\;dt\;=\;\int _{0}^{\infty }{\frac {\cos(t\tau )}{t^{2}}}\;dt\end{matrix}}}

Com auxílio da tabela e das propriedades da transformada, temos
{\displaystyle B(s)\;=\;-\tau ^{2-s}\cdot \Gamma (s\;-\;2)\cdot \cos \left({\frac {\pi s}{2}}\right)\qquad |\;\Re \{s\}\in (2,3)}

Com o auxílio da propriedade da função zeta
{\displaystyle \pi ^{x}\cdot \zeta (1\;-\;x)\;=\;2^{1-x}\cdot \Gamma (x)\cdot \cos \left({\frac {\pi x}{2}}\right)\cdot \zeta (x)}

temos
{\displaystyle L\;=\;-\;{\frac {1}{i2\pi }}\int _{c-i\infty }^{c+i\infty }{\frac {\tau ^{2-s}}{2^{1-s}}}\cdot \pi ^{s}\cdot {\frac {\Gamma (1\;-\;s)}{(1\;-\;s)(2\;-s)}}}

A integral pode ser calculada por meio do teorema dos resíduos, lembrando que a função zeta possui apenas um polo em x = 1, com resíduo igual a 1. O resultado será
{\displaystyle L\;=\;{\frac {\tau ^{2}}{4}}\;-\;{\frac {\pi \tau }{2}}\;+\;{\frac {\pi ^{2}}{6}}}.

### Solução da equação diferencial de Laplace

Setor circular (cunha) de abertura θ e raio r.

A solução equação de Laplace bidimensional em uma cunha (setor circular) infinita, sujeita às condições de contorno de Dirichlet, pode ser obtida por meio da transformada de Mellin. Com referência à figura ao lado, sejam usadas as coordenadas polares ρ e φ; a cunha tem centro na origem e tamanho r infinito; portanto, 0 ≤ ρ < ∞ e -½θ ≤ φ ≤ ½θ. O problema pode ser expresso por
{\displaystyle {\begin{matrix}\nabla ^{2}v(\rho ,\phi )\;=\;0\\\\v\left(\rho ,{\frac {\theta }{2}}\right)\;=\;v\left(\rho ,-{\frac {\theta }{2}}\right)\;=\;\left\{{\begin{matrix}v_{0}&:&\rho \;\leq \;r\\0&:&\rho \;>\;r\end{matrix}}\right\}\;=\;v_{0}\cdot u(r\;-\;\rho )\end{matrix}}}

onde v0 é uma constante real, u(x) é a função degrau unitário e ∇2 é o operador Laplaciano. Em coordenadas polares, teremos
{\displaystyle \nabla ^{2}v(\rho ,\phi )\;=\;0\;\implies \;{\frac {\partial }{\partial \rho ^{2}}}\;v\;+\;{\frac {1}{\rho }}{\frac {\partial }{\partial \rho }}\;v\;+\;{\frac {1}{\rho ^{2}}}{\frac {\partial }{\partial \phi }}\;v\;=\;0\;\implies \;\rho ^{2}\;{\frac {\partial }{\partial \rho ^{2}}}\;v\;+\;\rho \;{\frac {1}{\rho }}{\frac {\partial }{\partial \rho }}\;v\;+\;{\frac {\partial }{\partial \phi }}\;V\;=\;0}

Aplicando a propriedade (3i) e considerando a transformada com relação á variável ρ, temos
{\displaystyle {\frac {d^{2}}{d\phi ^{2}}}\;V(s,\phi )\;+\;s^{2}\cot V(s,\phi )\;=\;0\qquad \implies V(s,\phi )\;=\ \psi _{1}(s)\cdot e^{is\phi }\;+\;\psi _{2}(s)\cdot e^{-is\phi }}

Aplicando a transformada de Mellin às condições de contorno, temos
{\displaystyle V\left(s,{\frac {\theta }{2}}\right)\;=\;V\left(s,-{\frac {\theta }{2}}\right)\;=\;v_{0}\cdot {\frac {r^{s}}{s}}\qquad |\;\Re \{s\}\;>\;0}

Combinando as duas últimas expressões, obtém-se
{\displaystyle \psi _{1}(s)\;=\;\psi _{2}(s)\;=\;v_{0}\;{\frac {r^{s}}{2s\cdot \cos \left({\frac {s\theta }{2}}\right)}}}

O que leva, após algumas simplificações, a 
{\displaystyle V(s,\phi )\;=\;v_{0}\;{\frac {r^{s}\cdot \cos(s\phi )}{s\cdot \cos \left({\frac {s\theta }{2}}\right)}}}

A faixa de definição de V(s, φ) é S(s, φ) tal que {\displaystyle 0\;<\;\Re \{s\}\;<\;{\frac {\pi }{\theta }}}.

Após a inversão, com auxilio da tabela, obtém-se v(ρ, φ).

### Solução de equação integral
Uma equação integral de Fredholm do primeiro tipo tem a forma geral
{\displaystyle f(x)\;=\;\int _{0}^{\infty }\phi (x)\cdot k(x,y)\;dx}

onde 'f(x) e k(x,y) são conhecidas e φ(x) deve ser encontrada. Se k(x,y) puder ser escrita como k(xy) e escrevermos φ(x) na forma
{\displaystyle \phi (x)\;=\;\int _{0}^{\infty }f(x)\cdot h(xy)\;dx}

onde h(xy) é outra função a ser encontrada, então teremos, pela propriedade (3m), que K(s)·H(1 - s) = 1, o que permite encontrar h(xy) pela transformada inversa e daí obter f(x) pela equação acima.

## Transformada dual de Mellin

### Relação com a transformada de Mellin
{\displaystyle {\bar {F}}(\beta )\;=\;F(r\;+\;1\;+\;i2\pi \beta )\qquad (2c)}

### Transformada inversa
{\displaystyle {\bar {\mathcal {M}}}^{-1}\{{\bar {F}}(\beta )\}\;=\;f(\nu )\;=\;\int _{-\infty }^{\infty }{\bar {F}}(\beta )\cdot \nu ^{-(r+1+i2\pi \beta )}\;d\beta \qquad (1e)}

### Teorema de Parseval
{\displaystyle \int _{0}^{\infty }f(\nu )\cdot g^{*}(\nu )\cdot \nu ^{2r+1}\;d\nu \;=\;\int _{-\infty }^{\infty }{\bar {F}}(\beta )\cdot {\bar {G}}^{*}(\beta )\;d\beta \qquad (5a)}

onde * denota o conjugado complexo.

### Convolução
{\displaystyle {\mathcal {M}}\{\nu ^{r+1}\cdot f(\nu )\cdot g(\nu )\}\;=\;{\mathcal {M}}\{f(\nu )\circ g(\nu )\}\;=\;{\bar {F}}(\beta )\;*\;{\bar {G}}(\beta )\qquad (5b)}
onde * denota uma convolução e a operação {\displaystyle \circ } é chamada de produto invariante.

### Escalamento
{\displaystyle {\bar {\mathcal {M}}}\{a^{r+1}\cdot f(a\nu )\}\;=\;a^{i2\pi \beta }\cdot {\bar {F}}(\beta )\qquad |\;a\;>\;0\qquad (5c)}
Essa forma específica de escalamento é conhecida como dilatação e é denotada pelo operador {\displaystyle {\mathcal {D}}_{a}}, quando se deseja brevidade.

### Multiplicação por potência
{\displaystyle {\bar {\mathcal {M}}}\{\nu ^{i2\pi b}\cdot f(t)\}\;=\;{\bar {F}}(\beta \;+\;b)\qquad |\;b\in {\mathcal {R}}\qquad (5d)}

### Diferenciação dual de Mellin
{\displaystyle {\bar {\mathcal {M}}}\left\{{\frac {1}{i2\pi }}\;\left[\nu \cdot {\frac {d}{d\nu }}\;+\;r\;+\;1\right]f(t)\right\}\;=\;-\;\beta \cdot {\bar {F}}(\beta )\qquad (5e)}
O operador {\displaystyle \left(-{\frac {1}{i2\pi }}\;\left[\nu \cdot {\frac {d}{d\nu }}\;+\;r\;+\;1\right]\right)} é frequentemente denotado como {\displaystyle {\mathcal {B}}}.

### Convolução de Mellin
{\displaystyle {\bar {\mathcal {M}}}\{f(\nu )\;\lor \;g(\nu )\}\;=\;{\bar {F}}(\beta )\cdot {\bar {G}}(\beta )\qquad (5f)}

### Propriedades da dilatação
A propriedade mais importante da transformada dual de Mellin é aquela expressa por (5c). As dilatações no espaço L2 formam um grupo e possuem as seguintes propriedades:
{\displaystyle {\begin{matrix}{\mathcal {D}}_{a}\{{\mathcal {D}}_{b}\{f(t)\}\}\;=\;{\mathcal {D}}_{ab}\{f(t)\}\\\\{\mathcal {D}}_{a}^{-1}\{f(t)\}\;=\;{\mathcal {D}}_{a^{-1}}\{f(t)\}\\\\{\mathcal {D}}_{I}\{f(t)\}\;=\;f(t)\;=\;{\mathcal {D}}_{1}\{f(t)\}\end{matrix}}\qquad (5g)}
Devido à propriedade (5a), pode-se definir um produto interno entre funções
{\displaystyle \langle f(\nu ),g(\nu )\rangle \;=\;\int _{0}^{\infty }f(\nu )\cdot g^{*}(\nu )\cdot \nu ^{2r+1}\;d\nu \qquad (5h)}

que é invariante em relação às dilatações, isto é
{\displaystyle \langle f(\nu ),g(\nu )\rangle \;=\;\langle {\mathcal {D}}_{r}\{f(\nu )\},{\mathcal {D}}_{r}\{g(\nu )\}\rangle \qquad (5i)}
O caso especial de (5h) onde g(ν) = f(ν) define a norma
{\displaystyle \|f(t)\|\;=\;{\sqrt {\langle f(\nu ),f(\nu )\rangle }}\qquad (5j)}
do espaço de Hilbert onde o operador {\displaystyle {\bar {\mathcal {M}}}} é unitário. Tal espaço é similar ao espaço L2, mas possui a métrica padrão
{\displaystyle dx\;=\;\nu ^{2r+1}\;d\nu \qquad (5k)}
e será denotado aqui por L2(IR+,ν2r+1 dν).
O produto invariante também se comporta de maneira similar ao produto interno com relação às dilatações
{\displaystyle {\mathcal {D}}\{f(\nu )\;\circ \;g(\nu )\}\;=\;{\mathcal {D}}\{f(\nu )\}\;\circ \;{\mathcal {D}}\{g(\nu )\}\qquad (5l)}
Outra propriedade notável se relaciona com a convolução de Mellin
{\displaystyle {\mathcal {D}}\{f(\nu )\;\lor \;g(\nu )\}\;=\;{\mathcal {D}}\{f(\nu )\}\;\lor \;g(\nu )\;=\;f(\nu )\}\;\lor \;{\mathcal {D}}\{g(\nu )\}\qquad (5m)}

### Propriedades do operadorB{\displaystyle {\mathcal {B}}}
O operador {\displaystyle {\mathcal {B}}} que aparece na expressão (5e) é equivalente a 
{\displaystyle {\mathcal {B}}\;=\;-\;{\frac {1}{i2\pi }}\left.\left[{\frac {d}{da}}{\frac {}{}}{\mathcal {D}}_{a}\right]\right|_{a=1}\qquad (5n)}

e é um operador auto-adjunto (ou Hermitiano). A operação "inversa" de (5n) permite obter a dilatação{\displaystyle {\mathcal {D}}_{a}} a partir de {\displaystyle {\mathcal {B}}} por meio do teorema de Stone
{\displaystyle {\mathcal {D}}_{a}\;=\;e^{-i2\pi a{\mathcal {B}}}\;=\;\sum _{k=0}^{\infty }(-1)^{k}\;{\frac {(i2\pi a{\mathcal {B}})^{k}}{k!}}\qquad (5o)}

As soluções da equação diferencial
{\displaystyle {\mathcal {B}}\{f(\nu )\}\;=\;\beta f(\nu )\qquad (5p)}
são as autofunções εβ(ν) que constituem uma base ortonormal no espaço L2(IR+,ν2r+1)
{\displaystyle \epsilon _{\beta }(\nu )\;=\;\nu ^{-(r+1+i2\pi \beta )}\qquad (5q)}
Assim, uma interpretação da equação (1c) é que a função f(t) pode ser representada no espaço L2(IR+,ν2r+1) por uma soma infinita de funções εβ(ν), com coeficientes dados por {\displaystyle {\bar {F}}(\beta )}, que são os autovalores da equação (5p).

### Comparação com a transformada de Fourier
A transformada de Fourier possui a propriedade
{\displaystyle {\mathcal {F}}\{f(t\;-\;b)\}\;=\;e^{-i\omega b}\cdot {\mathcal {F}}\{f(t)\}}
que é análoga à equação (5o). Ou seja, a transformada dual de Mellin se comporta com relação às dilatações em L2(IR+,ν2r+1) da mesma forma que a transformada de Fourier se comporta com relação às translações no espaço L2: ambas sofrem um deslocamento de fase.
Da mesma forma que uma função e sua transformada de Fourier apresentam uma relação de incerteza ou relação de dispersão dada por
{\displaystyle {\begin{matrix}\sigma _{t}\cdot \sigma _{\omega }\;\geq \;{\frac {1}{4\pi }}\;{\frac {{\mathcal {S}}\{f(t),t\cdot f(t)\}}{{\mathcal {S}}\{f(t),f(t)\}}}\\\\\sigma _{x}\;=\;{\mathcal {S}}\{x\cdot |f(x)|,x\cdot |f(x)|\}\\\\{\mathcal {S}}\{f(x),g(x)\}\;=\;\int _{x1}^{x2}f(x)\cdot g(x)\;dx\end{matrix}}\qquad (5r)}
onde σt e σω são o desvio padrão dos valores de f(t) e de F(ω), respectivamente, no intervalo (-∞,∞), para uma função f(ν) e sua transformada dual de Mellin vale a mesma relação no intervalo [0,∞).

### Pente de Dirac
A transformada dual de Mellin do pente de Dirac é dada por
{\displaystyle {\begin{matrix}{\mathcal {F}}\{comb(\nu \;-\;b)\}\;=\;b^{r+i2\pi \beta }\\\\{\mathcal {F}}\{\Delta _{a}^{r}(\nu )\}\;=\;\sum _{k=-\infty }^{\infty }a^{i2\pi \beta k}\;=\;{\frac {1}{\ln(a)}}\;\sum _{k=-\infty }^{\infty }\delta \left(\beta \;-\;{\frac {k}{\ln(a)}}\right)\;=\;comb\left(\beta \;-\;{\frac {1}{\ln(a)}}\right)\end{matrix}}\qquad (5s)}

onde comb(x) é o pente aritmético de Dirac e Δar(x), o pente geométrico.
O pente geométrico de Dirac possui ainda a propriedade notável de ser invariante com relação às dilatações
{\displaystyle {\mathcal {D}}\{\Delta _{a}^{r}(\nu )\}\;=\;\Delta _{a}^{r}(\nu )\qquad (5t)}

### Interpretação física da variável β
Como visto anteriormente, a transformada de Mellin pode ser considerada a decomposição da função original f(ν) em autofunções da forma
{\displaystyle \epsilon _{\beta }(\nu )\;=\;\nu ^{-(r+1+i2\pi \beta )}}
Essas funções, quando consideradas como filtros aos quais é aplicado um sinal de entrada, apresentam um atraso de grupo τg dado por
{\displaystyle \tau _{g}\;=\;-{\frac {1}{2\pi }}\;{\frac {d}{d\nu }}\;\phi (\nu )}
onde a função φ(ν) é a fase do sinal de saída. Podemos reescrever (5q) na forma canônica A·eiφ, onde A é a amplitude do sinal
{\displaystyle \epsilon _{\beta }(\nu )\;=\;\nu ^{-(r+1)}\cdot e^{-i2\pi \beta \cdot \ln(\nu )}\qquad \implies \phi (\nu )\;=\;-2\pi \beta \cdot \ln(\nu )}
e o atraso de grupo será
{\displaystyle \tau _{g}\;=\;-{\frac {1}{2\pi }}\;{\frac {d}{d\nu }}\left[-2\pi \beta \cdot \ln(\nu )\right]\;=\;{\frac {\beta }{\nu }}}
A variável β pode então ser interpretada, no domínio da frequência, como a razão entre o atraso de grupo apresentado por um filtro e o período do sinal de entrada.